# Vesubia
La Vesubia (in francese: Vésubie, in occitano Vesúbia) è un fiume della Francia, affluente di sinistra del Var. Il fiume scorre interamente (45 km) nel Paese nizzardo, nell'attuale dipartimento francese delle Alpi Marittime.
Le sorgenti della Vesubia sono ubicate nel Parco nazionale del Mercantour, e precisamente presso Saint-Martin-Vésubie, presso il lago Bianco (2 665 m), dopodiché giunge alla confluenza dei torrenti di Ciriegia (Le Boréon) e della Finestra e continua verso valle.
Il fiume percorre poi l'intera valle omonima ed attraversa i borghi di Roccabigliera e Lantosca, fino confluire nel Varo a valle di Levenzo, appena dopo aver passato le gole della Vesubia.
Le alte valli della Vesubia hanno fatto parte dell'Italia dal 1861 al 1947, anno in cui per via del Trattato di pace di Parigi sono state cedute alla Francia dal comune di Entracque (CN) al comune di Saint-Martin-Vésubie.